# Huddinge HK
Huddinge HK är en handbollsklubb från Huddinge i Stockholms län, bildad den 29 mars 1971. Klubben bedriver både senior- och ungdomsverksamhet, hela vägen ner i åldrarna 2-3 år. Damlaget har spelat i Sveriges högsta division, senast säsongen 1989/1990. Klubbens upptagningsområden är Centrala Huddinge, Segeltorp, Stuvsta, Glömsta, Visättra, Balingsnäs och Vårby. Föreningen har ca 550 utövare, 100 ledare samt 10 i andra roller, som styrelse eller kansli.
År 2019 vann klubbens F14 (födda 2004) USM-guld.